# Афінський театральний музей
Афінський театральний музей (іноді Театральний музей Греції) — музей в Афінах та одночасно центр з дослідження театру Греції.

## Історія
Заснований 1938 року Грецьким товариством письменників та очолений грецьким істориком театрального мистецтва Яннісом Сідерісом. 1976 року керівником музею став грецький драматург Маноліс Корес. З 1977 року експозиція театру розташовувалась у приміщеннях цокольного поверху Культурного центру при Мерії Афін.
20 вересня 2010 року музей отримав власну будівлю отримав після рішення міської ради, яка проголосувала за десятирічну концесію на використання неокласичної будівлі, нещодавно придбаної афінською мерією.

## Фонди
У фондах Афінського театрального музею зберігається широкий вибір книг про театр видання від 1740 року, а також серія цифрових записів грецького театру з 1901 року. В експозиції представлені фотографії, робочі сценарії, костюми та особисті речі відомих грецьких театральних акторів.
Чинний очільник ради музею пан Гергусаропулос відзначив, що музей щороку відвідує щонайменше 50 тисяч студентів, а на основі архівних матеріалів музею вже написано 90 наукових дисертацій.